# アストラハン・タタール人
アストラハン・タタール人（アストラハン・タタールじん、タタール語: Әстерхан татарлары, Əsterhan tatarlary, Ashtarkhan tatarları、ロシア語: Астраханские татары、英語: Astrakhan Tatars）とは、ロシア連邦アストラハン州周辺に居住する、ヴォルガ・タタール人（カザン・タタール人）の一派である。

## 概要
アストラハン・タタール人は、ヴォルガ・タタール人の一派で、歴史的にはアストラハン・ハン国の末裔とされる。アストラハン州に居住している。
ノガイ人と同じルーツを持つとされているが、17世紀以降はカザン・タタール人との民族同化が進んでいる。
カザン・タタール人と同じく、タタール語のミンザラ方言（中部タタール語）（の方言であるアストラハン方言）を話す。

### サブグループ
アストラハン・タタール人自体がヴォルガ・タタール人およびカザン・タタール人のサブグループとされているが、アストラハン・タタール人の中には更に細かいサブグループが存在している。
- アラブガト・タタール人（ロシア語版） - アラブガト・タタール方言（ロシア語版）を話す。
- ブリガリン・タタール人（ロシア語版）
- クンドラ・タタール人（ロシア語版）
- パオ・タタール人（ロシア語版） - パオ・タタール方言（ロシア語版）を話す。

これらのサブグループは、人口統計ではアストラハン・タタール人およびヴォルガ・タタール人に統計されるため、独立した民族ではなく、同一の民族として扱われている。
- カラガシ・タタール人

のみ、ヴォルガ・タタール人よりもノガイ人に近いとされるため、ノガイ人の一派とされることが多い。